# Gerichtsbezirk Winterberg
Der Gerichtsbezirk Winterberg (tschechisch: soudní okres Vimperk) war ein dem Bezirksgericht Winterberg unterstehender Gerichtsbezirk im Kronland Böhmen. Er umfasste Gebiete in Südböhmen im Okres Prachatice. Zentrum des Gerichtsbezirks war die Stadt Winterberg (Vimperk). Das Gebiet gehörte seit 1918 zur neu gegründeten Tschechoslowakei und ist seit 1991 Teil der Tschechischen Republik.

## Geschichte
Die ursprüngliche Patrimonialgerichtsbarkeit wurde im Kaisertum Österreich nach den Revolutionsjahren 1848/49 aufgehoben. An ihre Stelle traten die Bezirks-, Landes- und Oberlandesgerichte, die nach den Grundzügen des Justizministers geplant und deren Schaffung am 6. Juli 1849 von Kaiser Franz Joseph I. genehmigt wurde. Der Gerichtsbezirk Winterberg gehörte zunächst zum Kreis Pisek und umfasste 1854 69 Katastralgemeinden.
Der Gerichtsbezirk Winterberg bildete im Zuge der Trennung der politischen von der judikativen Verwaltung ab 1868 gemeinsam mit den Gerichtsbezirken Prachatitz (Prachatice) und Netolitz (Netolice) den Bezirk Prachatitz. Per 1. Jänner 1887 kamen die Gemeinden Klein-Zdikau und Radschau vom Gerichtsbezirk Wolin zum Gerichtsbezirk Winterberg.
Im Gerichtsbezirk Winterberg lebten 1869 26.246 Menschen, 1900 waren es 29.376 Personen.
Der Gerichtsbezirk Winterberg wies 1910 eine Bevölkerung von 29.663 Personen auf, von denen 17.394 Deutsch und 12.180 Tschechisch als Umgangssprache angaben. Im Gerichtsbezirk lebten zudem 89 Anderssprachige oder Staatsfremde.

## Amtsgericht Winterberg
Durch die Grenzbestimmungen des am 10. September 1919 abgeschlossenen Vertrages von Saint-Germain kam der Gerichtsbezirk Winterberg vollständig zur neugegründeten Tschechoslowakei, wobei die Gerichtseinteilung bis 1938 im Wesentlichen bestehen blieb. Nach dem Münchner Abkommen wurde das Gebiet Teil dem Landkreis Prachatitz bzw. dem Sudetenland zugeschlagen. Das Amtsgericht wurde der Zweigstelle Bergreichenstein des Landgerichts Deggendorf zugeordnet.
Nach dem Zweiten Weltkrieg wurde das Gebiet Teil des Okres Prachatice, dem es bis heute angehört. Nachdem die Bezirksbehörden im Zuge einer Verwaltungsreform 2003 ihre Verwaltungskompetenzen verloren, werden diese von den Gemeinden bzw. dem Jihočeský kraj wahrgenommen, zu dem das Gebiet um Vimperk seit Beginn des 21. Jahrhunderts mit anderen Bezirken zusammengefasst wurde.

## Gerichtssprengel
Der Gerichtssprengel umfasste 1910 die 25 Gemeinden Außergefild (Kvilda), Bohumilitz (Bohumilice), Boschitz (Bošice), Buchwald (Bučina), Busk (Boubská), Čkyn (Čkyně), Dolan (Dolany), Fürstenhut (Knížecí Pláně), Gansau (Pravětín), Großzdikau (Zdíkov), Huschitz (Hoštice), Kaltenbach (Nové Hutě), Kleinzdikau (Zdíkovec), Klösterle (Klášterec), Korkushütten (Korkusova Huť), Kuschwarda (Strážný), Landstraßen (Silnice), Neugebäu (Nový Svět), Obermoldau (Horní Vltavice), Rabitz (Hrabice), Radschau (Račov), Sankt Mařa (Svatá Maří), Winterberg (Vimperk), Wischkowitz (Výškovice) und Wonschowitz (Onšovice).